# Konstsim vid världsmästerskapen i simsport 2024 – Damernas tekniska parprogram
Damernas tekniska parprogram i konstsim vid världsmästerskapen i simsport 2024 avgjordes mellan den 2 och 5 februari 2024 i Aspire Dome i Doha i Qatar.
Kinesiska Wang Liuyi och Wang Qianyi tog guld, brittiska Kate Shortman och Isabelle Thorpe tog silver samt spanska Alisa Ozhogina och Iris Tió tog brons.

## Resultat
Kvalet startade den 2 februari klockan 14:00. Finalen startade den 5 februari klockan 14:00.
Grön bakgrund betyder att konstsimmarna gick vidare till finalen
| Placering | Simmare                                    | Nationalitet   | Kval     | Kval      | Final            | Final            |
| Placering | Simmare                                    | Nationalitet   | Poäng    | Placering | Poäng            | Placering        |
| --------- | ------------------------------------------ | -------------- | -------- | --------- | ---------------- | ---------------- |
| 1         | Wang Liuyi Wang Qianyi                     | Kina           | 269,8883 | 1         | 266,0484         | 1                |
| 2         | Kate Shortman Isabelle Thorpe              | Storbritannien | 253,6733 | 3         | 259,560          | 2                |
| 3         | Alisa Ozhogina Iris Tió                    | Spanien        | 258,7199 | 2         | 258,0333         | 3                |
| 4         | Bregje de Brouwer Noortje de Brouwer       | Nederländerna  | 251,5750 | 7         | 251,8633         | 4                |
| 5         | Shelly Bobritsky Ariel Nassee              | Israel         | 251,7183 | 5         | 251,2432         | 5                |
| 6         | Audrey Lamothe Jacqueline Simoneau         | Kanada         | 243,9016 | 8         | 247,1533         | 6                |
| 7         | Sofia Malkogeorgou Evangelia Platanioti    | Grekland       | 251,7183 | 5         | 245,9084         | 7                |
| 8         | Maria Gonçalves Cheila Vieira              | Portugal       | 231,5767 | 10        | 236,8117         | 8                |
| 9         | Linda Cerruti Lucrezia Ruggiero            | Italien        | 252,1400 | 4         | 217,7833         | 9                |
| 10        | Hur Yoon-seo Lee Ri-young                  | Sydkorea       | 232,7351 | 9         | 204,5667         | 10               |
| 11        | Nuria Diosdado Joana Jiménez               | Mexiko         | 223,2233 | 12        | 203,8166         | 11               |
| 12        | Diana Onkes Ziyodakhon Toshkhujaeva        | Uzbekistan     | 223,8500 | 11        | 203,4817         | 12               |
| 13        | Arina Pushkina Yasmin Tuyakova             | Kazakstan      | 222,3934 | 13        | Gick inte vidare | Gick inte vidare |
| 14        | Melisa Ceballos Estefanía Roa              | Colombia       | 217,3399 | 14        | Gick inte vidare | Gick inte vidare |
| 15        | Kyra Hoevertsz Mikayla Morales             | Aruba          | 216,7183 | 15        | Gick inte vidare | Gick inte vidare |
| 16        | Karolína Klusková Aneta Mrázková           | Tjeckien       | 216,1000 | 16        | Gick inte vidare | Gick inte vidare |
| 17        | Soledad García Trinidad García             | Chile          | 214,1434 | 17        | Gick inte vidare | Gick inte vidare |
| 18        | Chiara Diky Lea Anna Krajčovičová          | Slovakien      | 213,9150 | 18        | Gick inte vidare | Gick inte vidare |
| 19        | Carolyn Buckle Kiera Gazzard               | Australien     | 211,1166 | 19        | Gick inte vidare | Gick inte vidare |
| 20        | Maryna Aleksijiva Vladyslava Aleksijiva    | Ukraina        | 210,9650 | 20        | Gick inte vidare | Gick inte vidare |
| 21        | Yvette Chong Debbie Soh                    | Singapore      | 206,6867 | 21        | Gick inte vidare | Gick inte vidare |
| 22        | Johanna Bleyer Klara Bleyer                | Tyskland       | 204,9199 | 22        | Gick inte vidare | Gick inte vidare |
| 23        | Blanka Barbócz Angelika Bastianelli        | Ungern         | 204,3967 | 23        | Gick inte vidare | Gick inte vidare |
| 24        | Laura Miccuci Gabriela Regly               | Brasilien      | 203,9932 | 24        | Gick inte vidare | Gick inte vidare |
| 25        | Hana Hiekal Malak Toson                    | Egypten        | 203,7000 | 25        | Gick inte vidare | Gick inte vidare |
| 26        | Noemi Büchel Leila Marxer                  | Liechtenstein  | 200,9201 | 26        | Gick inte vidare | Gick inte vidare |
| 27        | María Ccoyllo Camila Fernández             | Peru           | 200,5100 | 27        | Gick inte vidare | Gick inte vidare |
| 28        | Agustina Medina Lucía Ververis             | Uruguay        | 188,6535 | 28        | Gick inte vidare | Gick inte vidare |
| 29        | Duru Kanberoğlu Bade Yıldız                | Turkiet        | 187,2751 | 29        | Gick inte vidare | Gick inte vidare |
| 30        | Cesia Castaneda Grecia Mendoza             | El Salvador    | 187,1016 | 30        | Gick inte vidare | Gick inte vidare |
| 31        | Pongpimporn Pongsuwan Supitchaya Songpan   | Thailand       | 186,9250 | 31        | Gick inte vidare | Gick inte vidare |
| 32        | Ao Weng I Chau Cheng Han                   | Macao          | 178,8834 | 32        | Gick inte vidare | Gick inte vidare |
| 33        | Ani Kipiani Nita Natobadze                 | Georgien       | 176,8650 | 33        | Gick inte vidare | Gick inte vidare |
| 34        | Andrea Maroto Raquel Zúñiga                | Costa Rica     | 176,7768 | 34        | Gick inte vidare | Gick inte vidare |
| 35        | Thea Grima Buttigieg Emily Ruggier         | Malta          | 176,1333 | 35        | Gick inte vidare | Gick inte vidare |
| 36        | Nina Brown Eva Morris                      | Nya Zeeland    | 175,5834 | 36        | Gick inte vidare | Gick inte vidare |
| 37        | Gabriela Alpajón Dayaris Varona            | Kuba           | 172,9066 | 37        | Gick inte vidare | Gick inte vidare |
| 38        | Tiziana Bonucci Luisina Caussi             | Argentina      | 169,2433 | 38        | Gick inte vidare | Gick inte vidare |
| 39        | Hilda Tri Julyandra Gabrielle Permata Sari | Indonesien     | 158,4967 | 39        | Gick inte vidare | Gick inte vidare |
| 40        | Grace Borrebach Kyra van den Berg          | Curaçao        | 137,0949 | 40        | Gick inte vidare | Gick inte vidare |
| 41        | Moe Higa Mashiro Yasunaga                  | Japan          | 0DNS0    | 0DNS0     | 0DNS0            | 0DNS0            |
| 41        | Jennah Hafsi Noah Kroon                    | Marocko        | 0DNS0    | 0DNS0     | 0DNS0            | 0DNS0            |
| 41        | Jessica Hayes-Hill Laura Strugnell         | Sydafrika      | 0DNS0    | 0DNS0     | 0DNS0            | 0DNS0            |